# Saint-Frégant
 Saint-Frégant  (en bretón ) es una población y comuna francesa, situada en la región de Bretaña, departamento de Finisterre, en el distrito de Brest y cantón de Lesneven.

## Demografía
| 757 | 678 | 626 | 583 | 578 | 546 |
| Para los censos de 1962 a 1999 la población legal corresponde a la población sin duplicidades (Fuente: INSEE [Consultar]) |     |     |     |     |     |